# Раздражение

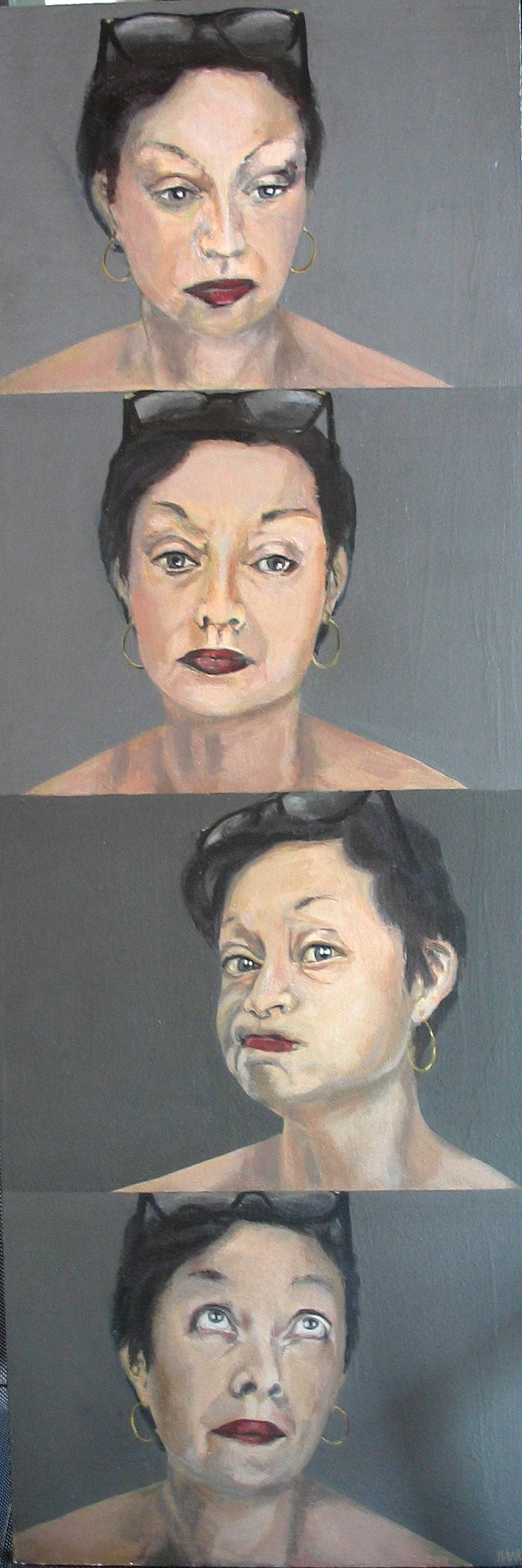
Фотоматон 2004 Хаар, Мари-Пол

Раздраже́ние, доса́да — неприятное психическое состояние, характеризующееся такими эффектами, как раздражительность и отвлечение от своего сознательного мышления. Это может привести к таким эмоциям, как разочарование, гнев, ярость, злость и ненависть. Свойство быть легко раздражённым называется раздражимостью. 

## Психология
Как и любая эмоция, раздражение возникает не на пустом месте. Чтобы возникло такое резкое душевное переживание, для него нужны определённые внутренние предпосылки. Например, одно и то же действие кого-то может раздражать, а кого-то — захватывать. Действие одно, реакции разные — это говорит о том, что раздражение — вещь не универсальная, а индивидуальная. Да, иногда, разных людей раздражают одни и те же вещи, но это говорит лишь о совпадении у них внутренних установок, а не о том, что раздражитель имеет общечеловеческую значимость. 
Основные раздражители: страх и тревога, основные помогаторы: спокойствие, уединение, расслабление.